# Девол (община)
Вижте пояснителната страница за други значения на Девол.
Девол или Деволия (изписване до 1945 година: Дѣволъ; на албански: Devolli) е историко-географска област в днешна Албания, на чиято територия е разположена община Девол (до 2015 година окръг Девол: Rrethi i Devollit), част от административната Корча.
Община Девол има площ от 429 квадратни километра. Главен град на общината Девол е Билища (на албански Билищ). Областта Девол представлява котловина по горното течение на едноименната река Девол. Населението на окръга е 35 000 (2004). Общинските секции са четири – Билища, Мирас (Божи град), Прогър и Хочища.

## География
Областта Девол представлява котловина по горното течение на едноименната река Девол. На изток областта е оградена от планините Корбец и Орлово, на югоизток от планината Грамос, а окръгът граничи с гръцките номи Лерин и Костур, като граничният контролно пропускателен пункт е Капещица (Капщица) – Смърдеш (Кристалопиги). На югозапад окръгът граничи с историческата област и община в Албания Колония, а на запад планината Морава го отделя от окръг Корча. На север планината Сува гора отделя Девол от областта Мала Преспа.
В Девол е населеното с българи село Връбник. Българи живеят и в главния град на окръга Билища.

## История
По Санстефанския мирен договор от 1878 година областта влиза в границите на България, но Берлинският договор я връща на Османската империя. От 1912 година областта е в Албания, като към нея претенции изявява и Гърция, която я разглежда като част от Северен Епир.